# Rejon tomaszpolski
Rejon tomaszpolski – jednostka administracyjna w składzie obwodu winnickiego Ukrainy.
Powstał w 1923. Ma powierzchnię 780 km² i liczy około 32 tysięcy mieszkańców. Siedzibą władz rejonu jest Tomaszpol.
W skład rejonu wchodzą 2 osiedlowe rady oraz 22 rady wiejskie obejmujące 30 wsi i 2 osady.

## Miejscowości rejonu
- Aleksandrówka (Олександрівка)
- Antonówka (Антонівка)
- Antopol[2] (Антопіль)
- Blahodatne (Благодатне)
- Hnatkiw[3] (Гнатків)
- Horyszkówka (Горишківка)
- Horyszkowśkie (Горишківське)
- Jałaniec (Яланець)
- Jaryszówka (Яришівка)
- Kałynka (Калинка)
- Kasanówka (Касянівка)
- Kiślickie (Кислицьке)
- Kołodenka (Колоденка)
- Komargród[4][5][6] (Комаргород)
- Komargródźkie (Комаргородське)
- Lipówka (Липівка)
- Markówka[7] (Марківка)
- Nietrzebówka (Нетребівка)
- Pałanka (Паланка)
- Pieńkówka (Пеньківка)
- Pyłypy-Borówśkie (Пилипи-Борівські)
- Rakowa (Ракова)
- Rożniatówka (Рожнятівка)
- (Русава-Радянка)
- Stina (Стіна)
- Tomaszpol (Томашпіль)
- (Вапнярка)
- Wapniarka (Вапнярки)
- Wielka Rusawa (Велика Русава)
- Werbowa (Вербова)
- Widły[8] (Вила)
- Wysoke (Високе)
- (Забіляни)
- Żołoby (Жолоби)